# Беринг (лунный кратер)
Кратер Беринг (лат. von Behring) — ударный кратер в восточной части видимой стороны Луны. Название дано в честь немецкого врача Эмиля Адольфа фон Беринга (1854—1917) и утверждено Международным астрономическим союзом в 1979 г.

## Описание кратера

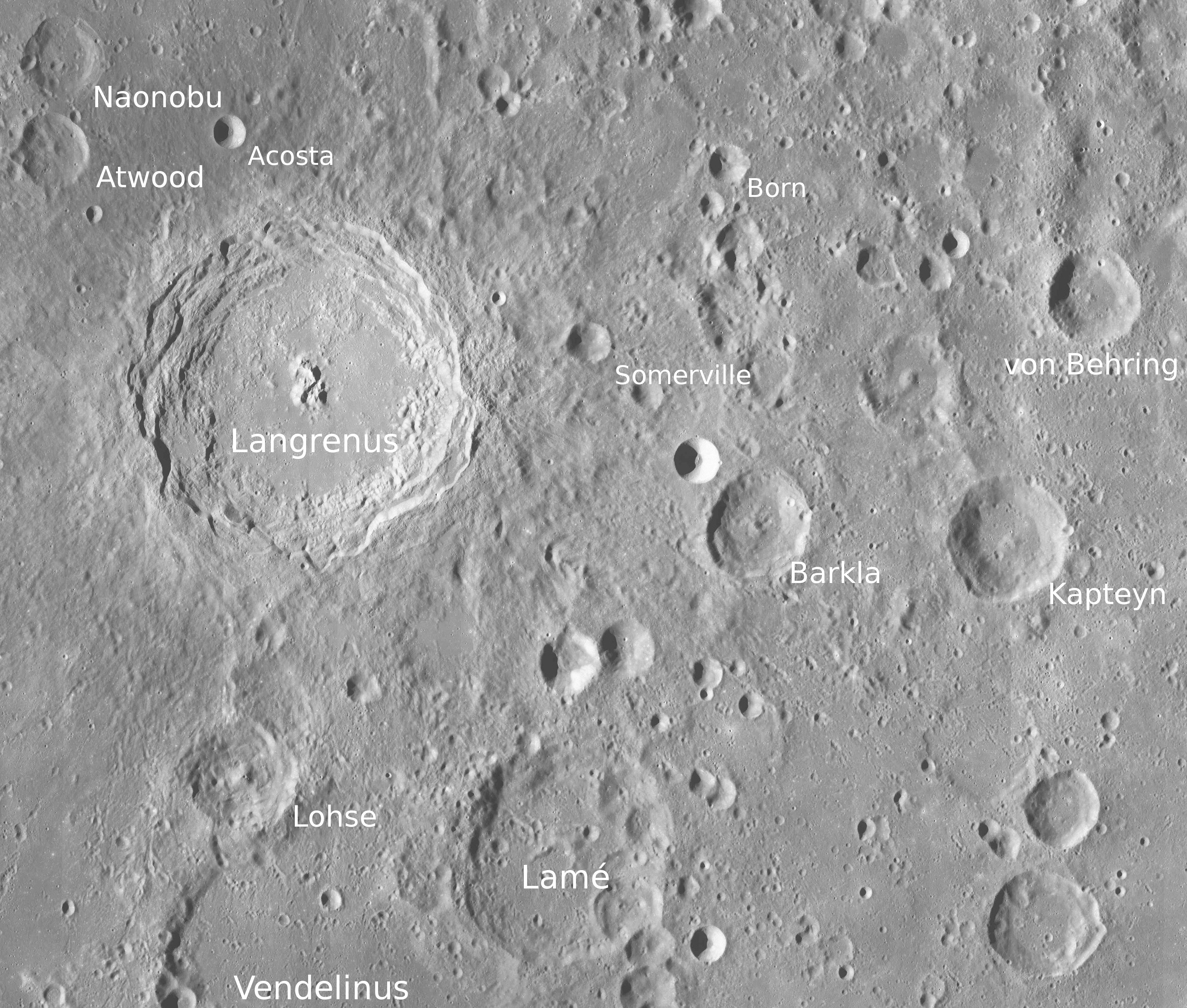
Окрестности кратера Беринг. Снимок зонда Lunar Reconnaissance Orbiter.

Ближайшими соседями кратера являются кратер Ранкин на севере; кратер Гилберт на северо-востоке; кратер Кестнер на востоке; кратер Лаперуз на востоке; кратер Каптейн на юге-юго-западе; кратер Баркла на западе-юго-западе; кратер Сомервиль на западе и кратер Борн на западе-северо-западе. Селенографические координаты центра кратера — 7°45′ ю. ш. 71°43′ в. д. / 7,75° ю. ш. 71,72° в. д., диаметр — 38 км, глубина — около 4,2 км.
Вал кратера имеет циркулярную форму, практически не подвергся разрушению. Высота вала над окружающей местностью составляет около 1000 м, объем кратера приблизительно 1100 км³. Внутренняя часть вала имела террасовидную структуру, которая в настоящее время сглажена. В чаше кратера есть небольшой центральный пик высотой 990 м.
До получения собственного наименования в 1979 г. кратер имел обозначение Маклорен F (в системе обозначений так называемых сателлитных кратеров, расположенных в окрестностях кратера, имеющего собственное наименование).

## Сателлитные кратеры
Отсутствуют.